# Glaucium squamigerum
Glaucium squamigerum är en vallmoväxtart som beskrevs av Grigorij Silych Karelin och Kir.. Glaucium squamigerum ingår i Hornvallmosläktet som ingår i familjen vallmoväxter. Inga underarter finns listade i Catalogue of Life.